# Les Palmiers
Les Palmiers (abreviado Palmiers) fue una revista ilustrada con descripciones botánicas que fue editada por el naturalista, y político liberal belga, Oswald de Kerchove de Denterghem. Se publicó en el año 1878 y reeditada en 1894, 1896, 1902, con el nombre de Les Palmiers; histoire iconographique, géographie, paléontologie, etc. Avec index général des noms et synonymes des espèces connues. Paris.